# Brezna (Priboj)
Brezna (Servisch cyrillisch Брезна) is een plaats in de Servische gemeente Priboj. De plaats telt 60 inwoners (2002).